# Fernand Oubradous
Fernand Oubradous   (6è districte de París, 19 de febrer de 1903 - Saint-Mandé, 9 de gener de 1986) va ser un intèrpret de fagot, director i compositor francès.
Nascut a París, va estudiar a la seva ciutat natal amb André Bloch. Va compondre una scognomèrie de tractats anomenats Enseignement Complet du Basson en tres parts. Publicat per Alphonse Le Duc. Va ensenyar al Conservatori Nacional Superior de París i al Mozarteum de Salzburg. Va fundar l'Acadèmia Internacional de Niça. Pels anys 1930 dirigí l'Orquestra de la famosa Societat d'Instruments de Vent parisenca, on i tocava el seu company clarinetista François Étienne.